# 빈틈 없는 사이
《빈틈없는 사이》는 2023년에 개봉한 대한민국의 영화이다.

## 캐스팅

### 주연
- 이지훈 : 이승진 역
- 한승연 : 홍라니 역

### 조연
- 고규필 : 구지우 역
- 김윤성 : 김윤성 역
- 이유준 : 정재영 역
- 정애연 : 홍라경 역
- 임강성 : 동원창 역
- 신지우 : 김혜지 역
- 김연진 : 라니 측 변호인 역
- 권유준 : 드림어게인 PD 역

### 그 외 출연진
- 이세준 : 심사위원 1 역 (특별출연)
- 제아 : 심사위원 2 역 (특별출연)
- 손준호 : 심사위원 3 역 (특별출연)
- 알리 : 심사위원 4 역 (특별출연)
- 차순배 : 공인 중개사 역 (우정출연)